# Језеро (Јајце)
Језеро је насељено место у Босни и Херцеговини у општини Јајце. Административно припада Федерацији Босне и Херцеговине, односно њеном Средњобосанском кантону. Према попису становништва из 2013. у насељу је било свега 6 становника српске националне припадности.
Највећи део насеља је након 1995. ушао у састав општине Језеро у Републици Српској где постоји као засебно насеље Језеро.

## Становништво
По последњем службеном попису становништва из 2013. године у насељу Језеро живело је 6 становника, а пре рата село је било етнички хетерогено са мешовитом муслиманско-српском популацијом.
| Националност | 2013.    | 1991.        | 1981.        | 1971.        |
| Бошњаци      | —        | 477 (57,19%) | 409 (56,18%) | 435 (73,11%) |
| Хрвати       | —        | 33 (3,95%)   | 13 (1,78%)   | 19 (3,19%)   |
| Срби         | 6 (100%) | 282 (33,81%) | 245 (33,65%) | 131 (22,02%) |
| Југословени  | —        | 34 (4,07%)   | 46 (6,31%)   | 6 (1,01%)    |
| Албанци      | —        | 0            | 6 (0,82%)    | 0            |
| остали       | —        | 8 (0,95%)    | 9 (1,23%)    | 4 (0,67%)    |
| Укупно       | 6        | 834          | 728          | 595          |